# Czesław Deptuła

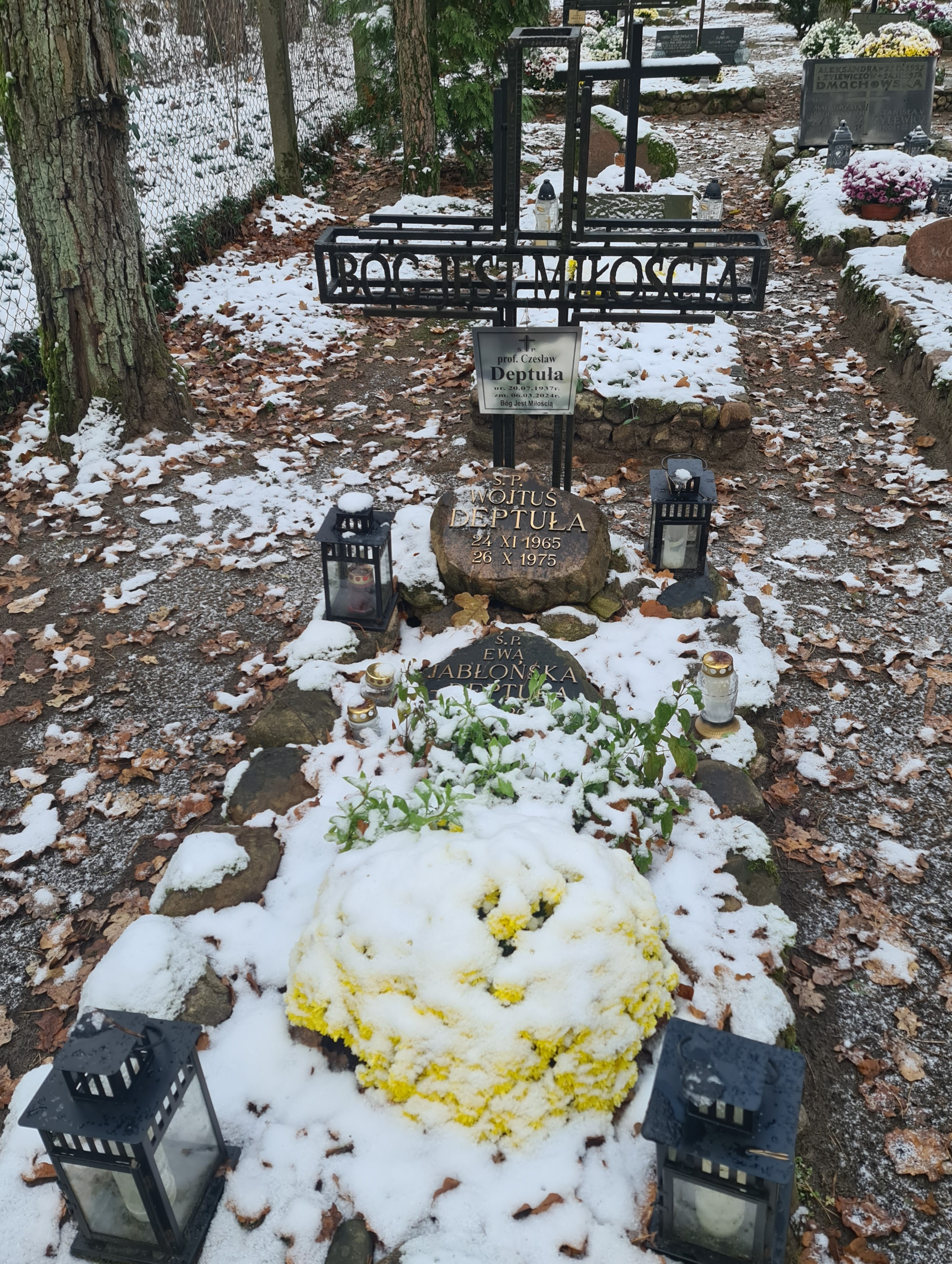
Grób prof. Czesława Deptuły i jego rodziny na cmentarzu leśnym w Laskach

Czesław Deptuła (ur. 20 lipca 1937 w Warszawie, zm. 6 marca 2024) – polski historyk mediewista.

## Życiorys
W 1958 ukończył studia w zakresie historii w Sekcji Historii Katolickiego Uniwersytetu Lubelskiego. Rozprawę doktorską pt. Początki grupy brzeskiej premonstratensów polskich obronił na Uniwersytecie Warszawskim 28 października 1967 (promotor: Tadeusz Manteuffel). Habilitacja na KUL – 1991. Zajmował się historiografii średniowieczną i dziejami Kościoła w Polsce średniowiecznej. Był synem Władysława Deptuły (1911-1944), prawnika, publicysty i działacza katolickiego. Jego żoną była Ewa Jabłońska-Deptuła (1931-2008), historyk.

## Wybrane publikacje
- Blaski i cienie tysiąclecia. Z zagadnień historii chrześcijaństwa w Polsce, Lublin: „Werset” 2022.
- Początki dziejowe w polskiej historiografii średniowiecznej, Lublin: „Werset” 2022.
- Galla Anonima mit genezy Polski: studium z historiozofii i hermeneutyki symboli dziejopisarstwa średniowiecznego, Lublin: Redakcja Wydawnictw KUL 1990 (wyd. 2 - Lublin: Instytut Europy Środkowowschodniej 2000).
- Czorsztyn czyli Wronin. Studium z najstarszych dziejów osadnictwa na pograniczu polsko-węgierskim w rejonie Pienin, Lublin: "Norbertinum" 1992.
- Archanioł i smok: z zagadnień legendy miejsca i mitu początku w Polsce średniowiecznej, Lublin: "Werset" 2003.